# Lista de países europeus por índice de alfabetização
Esta é uma lista de países europeus por taxa de alfabetização, de acordo com o Programa das Nações Unidas para o Desenvolvimento de 2007/2008.
| Posição | País                 | Taxa de literacia [b] |
| ------- | -------------------- | --------------------- |
| 1       | Estônia              | 99,8                  |
| 2       | Letônia              | 99,8                  |
| 3       | Eslovênia            | 99,7 [l]              |
| 4       | Bielorrússia         | 99,7                  |
| 5       | Lituânia             | 99,7                  |
| 6       | Ucrânia              | 99,7                  |
| 7       | Armênia              | 99,5 1                |
| 8       | Azerbaijão           | 99,5 1                |
| 9       | Rússia               | 99,5 1                |
| 10      | Polônia              | 99,3 [j]              |
| 11      | Moldávia             | 99,2 [l]              |
| 12      | Albânia              | 99,0                  |
| 13      | Áustria              | 99,0 [d]              |
| 14      | Bélgica              | 99,0 [d]              |
| 15      | República Tcheca     | 99,0 [d]              |
| 16      | Dinamarca            | 99,0 [d]              |
| 17      | Finlândia            | 99,0 [d]              |
| 18      | França               | 99,0 [d]              |
| 19      | Alemanha             | 99,0 [d]              |
| 20      | Islândia             | 99,0 [d]              |
| 21      | Irlanda              | 99,0 [d]              |
| 22      | Luxemburgo           | 99,0 [d]              |
| 23      | Países Baixos        | 99,0 [d]              |
| 24      | Noruega              | 99,0 [d]              |
| 25      | Eslováquia           | 99,0 [d]              |
| 26      | Suécia               | 99,0 [d]              |
| 27      | Suíça                | 99,0 [d]              |
| 28      | Reino Unido          | 99,0 [d]              |
| 29      | Hungria              | 98,9 [j]              |
| 30      | Itália               | 98,9                  |
| 31      | Croácia              | 98,7                  |
| 32      | Bulgária             | 98,3                  |
| 33      | Espanha              | 97,9 [d]              |
| 34      | Chipre               | 97,7                  |
| 35      | Romênia              | 97,6                  |
| 36      | Grécia               | 97,1                  |
| 37      | Macedônia do Norte   | 97,0                  |
| 38      | Bósnia e Herzegovina | 96,7                  |
| 39      | Sérvia               | 96,4                  |
| 40      | Portugal             | 94,9 [l]              |
| 41      | Malta                | 92,4                  |
| 42      | Turquia              | 88,7                  |